# Juan Goytisolo
Juan Goytisolo (5. ledna 1931, Barcelona – 4. června 2017, Marrákéš) byl jeden z nejvýznamnějších španělských spisovatelů druhé poloviny 20. století, laureát Cervantesovy ceny za rok 2014. V roce 2008 byl španělským deníkem Tiempo de hoy zařazen mezi 20 nejvlivnějších španělských homosexuálů.

## Biografie
V roce 1968 veřejně odsoudil invazi sovětských vojsk do tehdejšího Československa. Po exilovém pobytu ve Francii se usazuje v Marakéši a konvertuje k islámu.

## Literární dílo

### České a slovenské překlady
- Za Gaudím v Kappadokii a jiné eseje (orig. 'Aproximaciones a Gaudí en Capadocia'). 1. vyd. Brno: L. Marek, 2005. 105 S. Překlad: Jiří Kasl.
- Súboj v raji (orig. 'Duelo en el paraíso'). 1. vyd. Bratislava: Slov. spisovatel, 1977. 249 S. Překlad: Ladislav Franek.
- Ostrov (orig. 'La isla'). 1. vyd. Bratislava: Slov. spisovatel, 1970. 175 S. Překlad: Vladimír Oleríny.
- Spodina (orig. 'La resaca'). 1. vyd. Praha: Státní nakladatelství krásné literatury a umění, 1963. 156 S. Překlad: Vladimír Landovský a Jan Vladislav.
- Níjarské úhory (orig. 'Campos de Níjar'). 1. vyd. Praha: SNPL, 1962. 115 S. Překlad: Josef Forbelský, doslov: Miloš Veselý.
- Na predmestí Barcelony (orig. 'La resaca'). 1. vyd. Bratislava: Slov. spisovatel, 1962. 157 S. Překlad: Ctibor Kobáň.
- Svátky (orig. 'Fiestas'). 1. vyd. Praha: Státní nakladatelství krásné literatury a umění, 1962. 194 S. Překlad: Václav Cibula.
- Cirkus (špaň. El circo). 1. vyd. Praha: SNKLHU, 1959. 208 S. Překlad: Libuše Prokopová, doslov: Miloš Veselý.

## Zajímavosti
Velice obdivoval ruskou literaturu 19. století, avšak ruštinu neovládal.